# Nerita albicilla
Ốc ngọc nerite (Danh pháp khoa học: Nerita albicilla) là một loài ốc biển trong họ Neritidae.

## Đặc điểm
Ốc ngọc ne-ri là động vật trong họ tiến bộ nhất trong bộ Archaeogastropoda biểu hiện qua thận phải và mang lược phải (ctenidium) mất đi và đặc điểm sinh học cũng như cấu tạo của tuyến sinh dục không bình thường. Đa số các loài trong họ này đều sống ở biển, một số sống ở cửa sông, nước ngọt hoặc ở trên cạn. Sống ở vùng triều bờ đá và một số thường sống trong đáy bùn cát hoặc cát sỏi, vùng hạ triều, độ sâu 1 – 2m nước. Kích cỡ chúng 10–35 mm.

## Phân bố
- Aldabra
- Úc
- Chagos
- Nam Phi: Bờ biển phía Đông
- Kenya
- Madagascar
- Bồn địa Mascarene
- Mauritius
- Mozambique
- Biển Đỏ
- Seychelles
- Tanzania
- Việt Nam: Dọc bờ biển